# 5. februar
5. februar er dag 36 i året, i den gregorianske kalender. Der er 329 dage tilbage af året (330 i skudår).
Dagens navn: Agathe. Den kristne Agathe på Sicilien vil ikke gifte sig med den lokale statholder. Derfor bliver hun fængslet og dræbt under tortur, hvorunder hun får skåret sine bryster af. Derfor påkalder de ammende kvinder hende i middelalderen.
Folketroen siger at hvis man faster hele Sankt Agathes dag, så vil man om natten drømme om sin tilkommende. Det skal også være godt at tage en lille teskefuld salt, sagde man i gamle dage – blandt andet i Vendsyssel.

### Begivenheder
Født - Dødsfald
- 1259 - Kong Christoffer 1. fængsler den stridbare ærkebiskop Jakob Erlandsen.
- 1555 - Den augsburgske religionsfred
- 1792 - Sultan Tippo Sahib af Mysore afstår efter krig med England halvdelen af sit rige.
- 1811 - George 3. af Storbritannien fratages regeringsmagten pga. tiltagende sindssygdom, og landets styre overdrages til prinsen af Wales, den senere George 4.
- 1818 - Jean-Baptiste Bernadotte krones til konge af Sverige og Norge under navnet Karl 14. Johan.
- 1864 - Tilbagetoget fra Dannevirke: Stillingen ved Dannevirke er uholdbar, og Christian de Meza beslutter at foretage en tilbagetrækning, før hæren bliver omgået. Tilbagetrækningen kommer til at koste generalen hans kommando, da den danske offentlighed ikke kan forstå, at Dannevirke må opgives uden kamp.
- 1887 - Giuseppe Verdis Otello har premiere på Teatro alla Scala i Milano.
- 1919 - United Artists etableres af blandt andet Charles Chaplin og D.W. Griffith.
- 1922 - Det første nummer af Det Bedste udkommer.
- 1936 - Filmen Moderne Tider af og med Charlie Chaplin har premiere i USA.
- 1941 - Danmark udleverer under pres seks (otte?) torpedobåde til den tyske marine.
- 1958 - Gamal Abdel Nasser bliver den første præsident for Forenede Arabiske Republik, der er en union mellem Egypten og Syrien.
- 1968 - Den radikale Karl Skytte vælges til formand for folketinget.
- 1971 - USA's Apollo 14 med Alan Shepard og Edgar Mitchell om bord lander på månen.
- 1974 - Paul Elvstrøm vinder VM i soling i Australien.
- 1984 - Tidligere naziofficer Klaus Barbie anklages for krigsforbrydelser under 2. verdenskrig; han har opholdt sig i Bolivia.
- 1988 - Michail Gorbatjov og Ronald Reagan nomineres til Nobels fredspris.
- 1996 - En dansk ingeniør fra F.L. Smidth kidnappes i Colombia.
- 1997 - Det 39. og sidste seksdagesløb, i Forum afholdes og afløses året efter af Brøndbyhallen.
- 2002 - Dronning Margrethe og prins Henrik genåbner sammen Danmarkshuset på Champs-Elysées i Paris.
- 2003 - Den amerikanske udenrigsminister Colin Powell fremlægger i FN's sikkerhedsråd beviser mod Irak i form af satellitfotos mv.
- 2006 - Omkring 20.000 muslimer demonstrerer mod Jyllands-Postens Muhammedtegninger i Beirut, Libanon, og det udvikler sig til gadekampe med politiet og antændelse af det danske konsulat.
- 2007 - 178 elever fra 8.- og 9.-klasser fra Danmark, Grønland og Færøerne indtager folketingssalen på Christiansborg for at behandle lovforslag, de selv har udarbejdet.

### Født
- 1788 - Robert Peel, engelsk premierminister (død 1850).
- 1804 - Johan Ludvig Runeberg, finsk digter (død 1877).
- 1810 - Ole Bull, norsk violinist (død 1880).
- 1840 - John Boyd Dunlop, skotsk opfinder (død 1921).
- 1862 - Johannes Magdahl Nielsen, dansk arkitekt og Kgl. bygningsinspektør (død 1941).
- 1873 - Carl William Thalbitzer, grønlandsfarer (død 1958).
- 1878 - André Citroën, fransk ingeniør og bilfabrikant (død 1935).
- 1893 - Alsing Andersen, dansk politiker og minister (død 1962).
- 1900 - Adlai Stevenson II, amerikansk politiker (død 1965).
- 1906 - Ole Vinding, dansk journalist og forfatter (død 1985).
- 1903 - Nikolai Podgornij, sovjetisk politiker og præsident (død 1983).
- 1910 - Eilif Krogager, dansk præst og rejsekonge (død 1992).
- 1910   - Irena Sendler, polsk katolik og frihedskæmper (død 2008).
- 1910   - Francisco Varallo, agentisk fodboldspiller (død 2010).
- 1911 - Jussi Björling, svensk tenor (død 1960).
- 1914 - William S. Burroughs, amerikansk forfatter (død 1997).
- 1919 - Andreas Papandreou, græsk politiker (død 1996).
- 1919   - Red Buttons, amerikansk skuespiller (død 2006).
- 1923 - Leif Blædel, dansk journalist (død 2013).
- 1928 - Tage Danielsson, svensk forfatter, humorist, skuespiller og instruktør (død 1985).
- 1931 - Piet van Deurs, dansk programmedarbejder (død 2018).
- 1932 - H.O.A. (Hans Olaf Agerup) Kjeldsen, dansk kammerherre, godsejer og tidligere borgmester (død 2019).
- 1932 - Cesare Maldini, italiensk fodboldspiller og -træner (død 2016).
- 1943 - Gunnar Møller Pedersen, dansk komponist.
- 1944 - Al Kooper, amerikansk musiker i bl.a. Blood, Sweat & Tears.
- 1945 - Gøsta Knudsen, dansk arkitekt og rektor for Danmarks Designskole.
- 1946 - Charlotte Rampling, engelsk skuespillerinde.
- 1947 - Aage Brusgaard, dansk gårdejer og politiker.
- 1947   - Lars Lohmann, dansk skuespiller.
- 1948 - Sven-Göran Eriksson, svensk fodboldtræner (død 2024).
- 1948   - Tom Wilkinson, engelsk skuespiller (død 2023).
- 1948   - Barbara Hershey, amerikansk skuespillerinde.
- 1951 - Gaby Jeppesen, dansk (revy)forfatter, journalist og speaker (død 2005).
- 1955 - Linda Hindberg, dansk solodanser.
- 1962 - Jennifer Jason Leigh, amerikansk skuespillerinde.
- 1964 - Duff McKagan amerikansk basist i Guns N' Roses.
- 1972 - H.M. Dronning Mary af Danmark.
- 1984 - Carlos Tevez, argentinsk fodboldspiller
- 1985 - Cristiano Ronaldo, portugisisk fodboldspiller.
- 1992 - Neymar, brasiliansk fodboldspiller.

### Dødsfald
- 1705 - Philipp Jacob Spener, tysk teolog og pietismens fader (født 1635).
- 1824 - Henrich Callisen, dansk læge og kirurg (født 1740).
- 1881 - Thomas Carlyle, skotsk historiker og forfatter (født 1795).
- 1946 - Josef Søndergaard, dansk modstandsmand (født 1906).
- 1947 - Hans Fallada, tysk forfatter (født 1893).
- 1961 - George Schneevoigt, dansk filminstruktør (født 1893).
- 1962 - Jacques Ibert, fransk komponist (født 1890).
- 1973 - John Heysham Gibbon, amerikansk kirurg og opfinder (født 1903).
- 2009 - Sven Fugl, dansk journalist, programchef og radiodirektør (født 1924).
- 2017 - Björn Granath, svensk skuespiller (født 1946).
- 2020 - Kirk Douglas, amerikansk skuespiller (født 1916).
- 2021 - Christopher Plummer, canadisk skuespiller (født 1929).

|  | Denne datoartikel kan blive bedre, hvis der indsættes et (bedre) billede Du kan hjælpe ved at afsøge Wikimedia Commons for et passende billede eller uploade et godt billede til Wikimedia Commons iht. de tilladte licenser og indsætte det i artiklen. |